# Catie Ball
Catherine Northcutt (Catie) Ball (Jacksonville (Florida), 30 september 1951) is een Amerikaanse zwemster.

## Biografie
Ball ging als wereldrecordhouder op de 100m en 200m schoolslag naar de Olympische Zomerspelen van 1968, individueel eindigde zij mede door een virusinfectie slechts als vijfde op de 100m schoolslag, op de 200m schoolslag ging zij geen eens van start. Ball won wel de gouden medaille op de 4×100 meter wisselslagestafette.

## Internationale toernooien
| Jaar | Olympische Spelen                      | Pan-Amerikaanse Spelen                                |
| ---- | -------------------------------------- | ----------------------------------------------------- |
| 1967 |                                        | 100m schoolslag · 200m schoolslag · 4×100m wisselslag |
| 1968 | 5e 100m schoolslag · 4×100m wisselslag |                                                       |

1960: Burke, Kempner, Schuler, von Saltza ·
1964: Ferguson, Goyette, Stouder, Ellis ·
1968: Hall, Ball, Daniel, Pedersen ·
1972: Belote, Carr, Deardurff, Neilson ·
1976: Richter, Anke, Pollack, Ender ·
1980: Reinisch, Geweniger, Pollack, Metschuck ·
1984: Andrews, Caulkins, Meagher, Hogshead ·
1988: Otto, Hörner, Weigang, Meißner ·
1992: Loveless, Nall, Ahmann-Leighton, Thompson ·
1996: Botsford, Beard, Martino, Van Dyken ·
2000: Bedford, Quann, Thompson, Torres ·
2004: Rooney, Jones, Thomas, Henry ·
2008: Seebohm, Jones, Schipper, Trickett ·
2012: Franklin, Soni, Vollmer, Schmitt ·
2016: Baker, King, Vollmer, Manuel ·
2020: K. McKeown, Hodges, E. McKeon, Campbell ·
2024: Smith, King, Walsh, Huske